# Oliver Dorfer

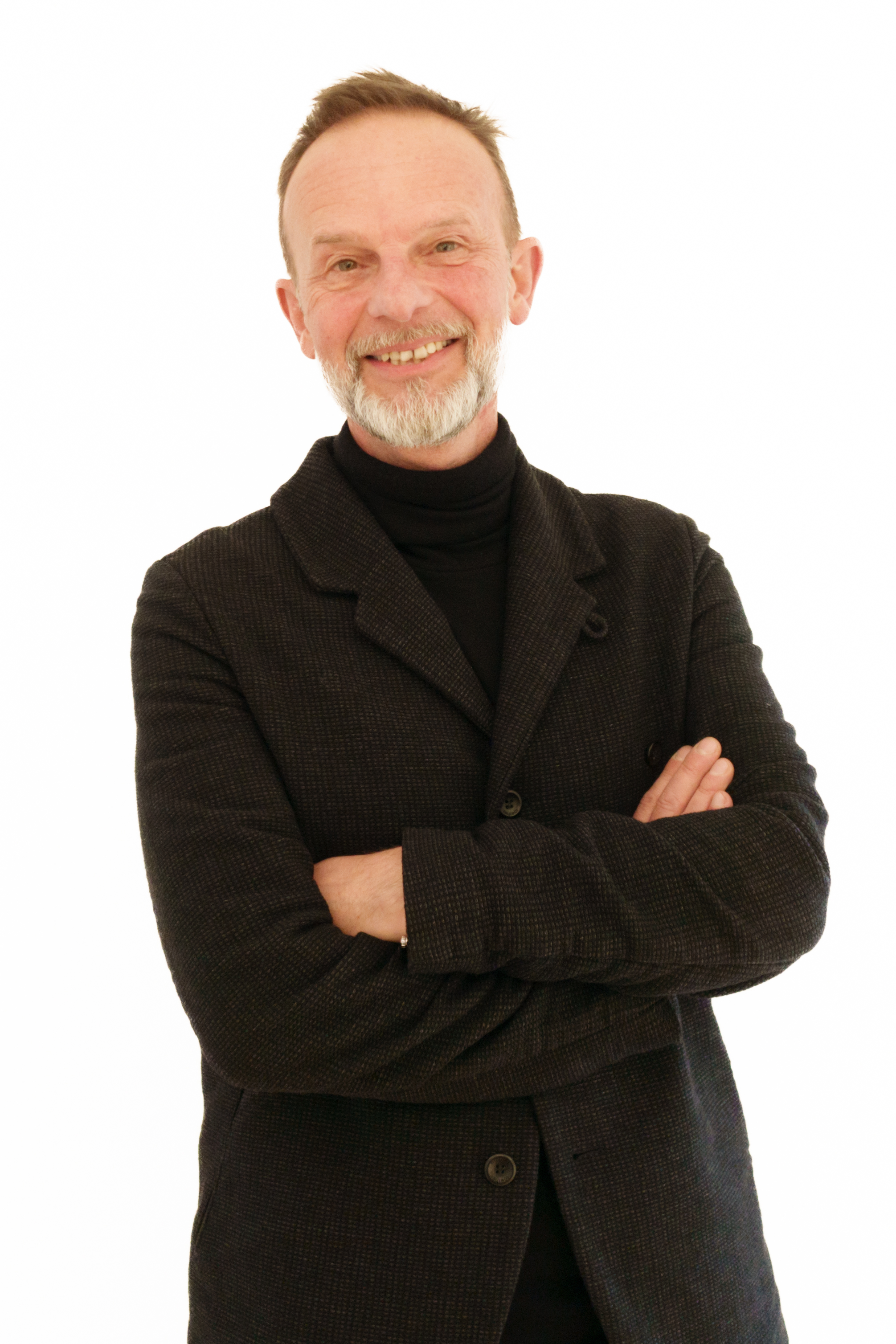
Oliver Dorfer (2023)

Oliver Dorfer (* 16. Oktober 1963 in Linz) ist ein österreichischer Soziologe, Maler, Grafiker und Bildhauer.

## Leben und Wirken
Dorfer ist als Künstler Autodidakt. Er lebt und arbeitet in Linz. Seine Werke sind Zeichnungen, Malerei, Skulptur und druckgrafische Techniken wie Lithografie und Carborundum-Druck.
1989 erhielt er den Talentförderungspreis des Landes Oberösterreich, 1990 den 3. Preis beim Römerquelle-Kunstwettbewerb, 1991 den Förderungspreis der Stadt Linz für Bildende Kunst, 1995 den Bauholding-Förderungspreis für Bildende Kunst (1. Preis) und 1999 den Preis der Bundeshauptstadt Wien beim 26. Österreichischen Grafikwettbewerb.
Seit 1990 ist er Mitglied der Künstlervereinigung MAERZ. 1993 begannen regelmäßige Arbeitsaufenthalte in Montréal, wo er unter anderem großformatige Carbonrundumdrucke herstellte. 1994 nahm er am Festival International de la Peinture in Cagnes-sur-Mer teil.
1997 schloss er sein Soziologiestudium an der Universität Linz ab.
Dorfer gehörte gemeinsam mit Anatole Ak, Robert Mittringer, Alexander Netusil und Reinhold Rebhandl zur 1989 gegründeten Künstlergruppe K5.
Werke von Oliver Dorfer befinden sich in privaten und öffentlichen Sammlungen, z. B. der Kunstsammlung des Landes Oberösterreich und der Artothek des Bundes. 2013 wurde eine Arbeit für das Musiktheater Linz angekauft.

## Ausstellungen, Präsentationen (Auswahl)

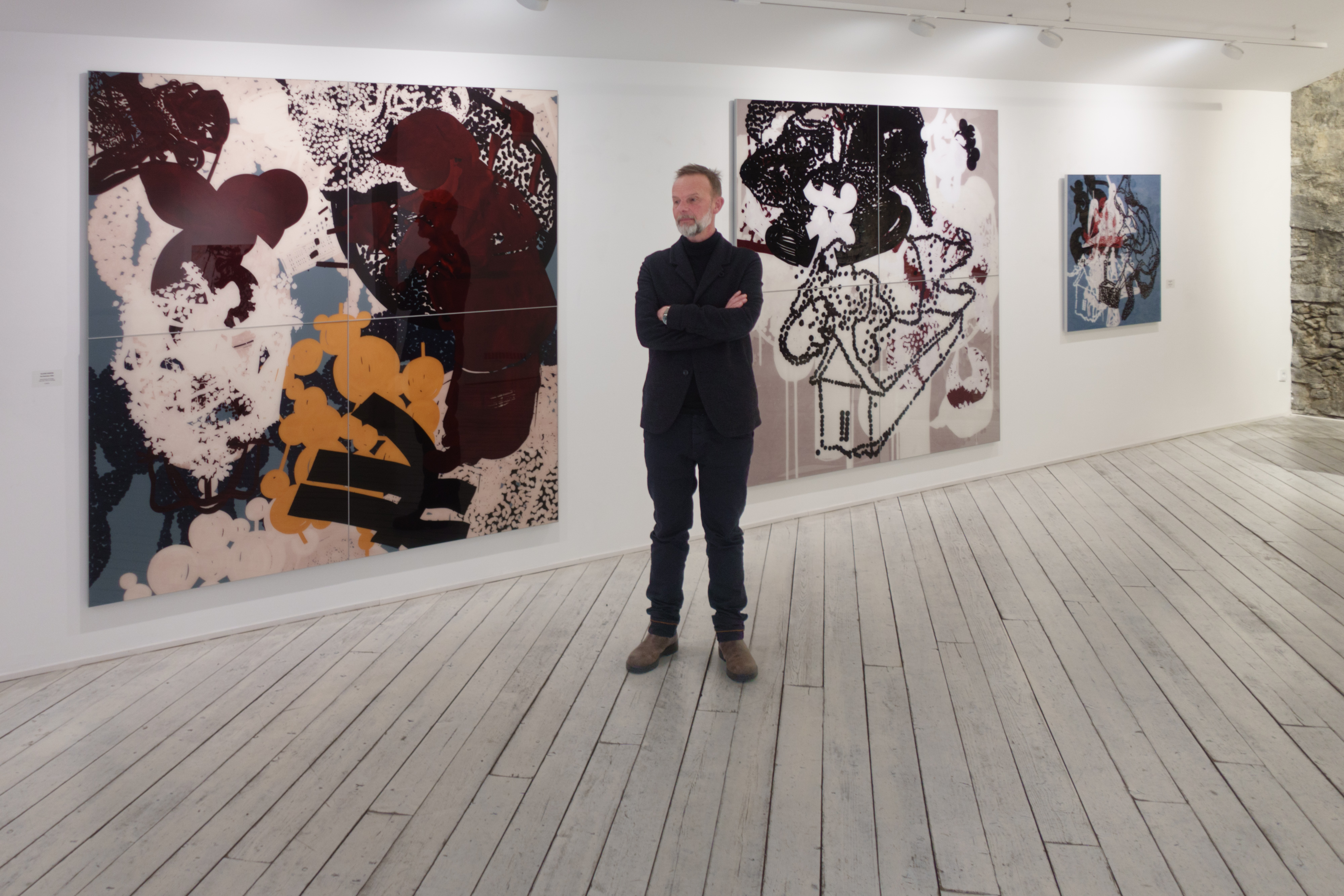
Ausstellung in der Galerie L-art 2023

Dorfer präsentiert seine Werke seit 1989 im Rahmen von Einzel- und Gemeinschaftsausstellungen im In- und Ausland. Er beteiligt sich an Symposien, Kunstmessen und Kunstwettbewerben.
- Galerie MAERZ, Linz 1990
- Zwischenzonen, Museum Moderner Kunst Stiftung Ludwig, Wien 1990
- Intimitäten, Rauminstallation, Offenes Kulturhaus Oberösterreich, Linz 1991
- Grenzgänger  Ausstellungsserie mit der Künstlervereinigung MAERZ in Kaunas, Vilnius und Moskau, 1992, in Perth, 1995, in Klagenfurt am Wörthersee, 1996
- Galerie im Traklhaus, Salzburg 1992 und 1994
- Einblick, Landesgalerie Linz am Oberösterreichischen Landesmuseum, Linz 1993
- Positionen, Neue Galerie der Stadt Linz, Linz 1995
- Meisterwerke europäischer Kunst 1947–1997, Neue Galerie der Stadt Linz, Linz 1997
- Ein Fest der Zeichnung, Galerie MAERZ, Linz 1998
- Brehm, Cooper, Dorfer, Nordico, Linz, 2009[9]
- things we never did, Galerie MAERZ, 2010
- Zeitschnitt - Aktuelle Malerei des MAERZ, Kunstmuseum Artemons, Hellmonsödt 2010
- oliver dorfer, Emerson Dorsch Gallery, Miami (USA) 2014
- WASTELAND, Galerie HILGERNEXT, Wien 2014
- Oliver Dorfer, Galerie MAERZ, Linz 2016
- Oliver Dorfer - Patrick Schmierer, Galerie 422, Gmunden, 2017[10]
- the yolo iteration, Galerie Schultz, Berlin, 2017[11]
- storyboard: njord, Galerie Hilger NEXT, Wien, 2019[12]
- Oliver Dorfer, Galerie in der Schmiede, 2020[13]
- Black (L)ink, Kubin-Haus Zwickledt, 2022[14]
- Oliver Dorfer, Galerie in der Schmiede, 2022[15][16]
- Galerie L-art, Salzburg 2023

## Publikationen
- Oliver Dorfer – picCbook. Katalog zur Ausstellung pics in der Landesgalerie Linz, 2004. Verlag publication N 1, Bibliothek der Provinz, ISBN 3-902414-11-1.
- Oliver Dorfer, Waltraud Pichler: Katalog zur Ausstellung Brehm Cooper Dorfer im Nordico - Museum der Stadt Linz, 2009/2010, Linz 2009, ISBN 978-3-900000-39-4.
- Oliver Dorfer 08/14, Arbeiten von 2008 bis 2014. Verlag für moderne Kunst, 2014, ISBN 978-3-86984-536-4.
- Oliver Dorfer – the yolo iteration. schultz contemporary, Berlin 2017, ISBN 978-3-946879-08-4.